# Okręg wyborczy Kent
Okręg wyborczy Kent powstał w 1290 r. i wysyłał do angielskiej, a następnie brytyjskiej, Izby Gmin dwóch deputowanych. Okręg obejmował hrabstwo Kent. Został zlikwidowany w 1832 r.

## Deputowani do brytyjskiej Izby Gmin z okręgu Kent

### Deputowani w latach 1290–1660
- 1430: William Scott
- 1467: John Scott of Scott’s Hall
- 1562–1567: Henry Cheyne
- 1571: Thomas Scott of Scott’s Hall
- 1586: Thomas Scott of Scott’s Hall
- 1593: Moyle Finch
- 1597–1598: Robert Sidney
- 1597–1598: William Brooke
- 1601: Francis Fane
- 1601: Henry Nevill
- 1604–1611: John Scott of Scott’s Hall
- 1604–1611: J. Lewson
- 1614: Peter Manwood
- 1614: Thomas Walsingham
- 1621–1622: Robert Sidney, wicehrabia Lisle
- 1621–1622: George Fane
- 1624–1625: Nicholas Tufton
- 1624–1625: Edwin Sandys
- 1625: Mildmay Fane
- 1625–1626: Edward Hales
- 1628–1629: Thomas Finch
- 1640: Norton Knatchbull
- 1640: Roger Twysden
- 1640–1644: John Colepeper
- 1640–1642: Edward Dering
- 1642–1653: Augustine Skinner
- 1645–1648: John Boys
- 1653: Philip Sidney, wicehrabia Lisle, Thomas Blount, William Kenrick, William Cullen, Andrew Broughton
- 1654–1655: Henry Oxenden, William James, John Dixwell, John Boys, Henry Vane Starszy, Lambert Godfrey, Richard Beal, Augustine Skinner, John Selliard, Ralph Weldon, Daniel Shatterden
- 1656–1658: Henry Oxenden, Richard Meredith, Thomas Style, William James, John Dixwell, John Boys, Lambert Godfrey, Richard Beal, John Selliard, Ralph Weldon, Daniel Shatterden
- 1659: Thomas Style
- 1659: William James
- 1659–1660: Augustine Skinner

### Deputowani w latach 1660–1832
- 1660–1661: Edward Dering
- 1660–1679: John Tufton
- 1661–1679: Thomas Peyton
- 1679–1685: Vere Fane
- 1679–1685: Edward Dering
- 1685–1689: William Twysden
- 1685–1695: John Knatchbull
- 1689–1691: Vere Fane
- 1691–1698: Thomas Roberts
- 1695–1698: Philip Sydney
- 1698–1701: James Oxenden
- 1698–1701: Stephen Lennard
- 1701–1705: Thomas Hales
- 1701–1701: Thomas Meredith
- 1701–1702: William Campion
- 1702–1705: Francis Leigh
- 1705–1708: Cholmeley Dering
- 1705–1708: William Villiers, wicehrabia Villiers
- 1708–1710: Thomas Palmer
- 1708–1710: Stephen Lennard
- 1710–1710: David Polhill
- 1710–1711: Cholmeley Dering
- 1710–1715: Percival Hart
- 1711–1713: William Hardres
- 1713–1715: Edward Knatchbull
- 1715–1715: Mildmay Fane
- 1715–1722: William Delaune
- 1715–1722: John Fane
- 1722–1727: Edward Knatchbull
- 1722–1727: Thomas Twisden
- 1727–1734: Roger Meredith
- 1727–1733: Robert Furnese
- 1733–1754: Edward Dering
- 1734–1735: William Vane, 1. wicehrabia Vane
- 1735–1741: Christopher Powell
- 1741–1754: Roger Twisden
- 1754–1760: Lewis Watson
- 1754–1768: Robert Fairfax
- 1760–1763: Wyndham Knatchbull-Wyndham
- 1763–1774: Brook Bridges
- 1768–1769: John Sackville
- 1769–1774: Charles Farnaby
- 1774–1790: Charles Marsham
- 1774–1780: Thomas Knight
- 1780–1796: Filmer Honywood
- 1790–1802: Edward Knatchbull
- 1796–1806: William Geary
- 1802–1806: Filmer Honywood
- 1806–1819: Edward Knatchbull
- 1806–1812: William Honywood
- 1812–1818: William Geary
- 1818–1830: William Philip Honywood
- 1819–1831: Edward Knatchbull, torysi
- 1830–1832: Thomas Law Hodges
- 1831–1832: Thomas Rider